# Walnut, Illinois
Walnut är en ort (village) i Bureau County i Illinois. Vid 2020 års folkräkning hade Walnut 1 311 invånare.